# Royal Naval Reserve

Royal Naval Reserve

La Royal Naval Reserve (RNR) est la réserve de volontaires de la Royal Navy (RN) au Royaume-Uni.
Le RNR actuel a été formé en fusionnant la Réserve navale royale d'origine, créée en 1859, et la Réserve de volontaires navals royaux (Royal Naval Volunteer Reserve ou RNVR), créée en 1903. La Réserve navale royale a été mise en action pendant la Première Guerre mondiale, la Seconde Guerre mondiale et la guerre en Irak et l'Afghanistan.

## Histoire

### Établissement
La Réserve navale royale (RNR) a ses origines dans le Registre des marins (Register of Seamen), créé en 1835 pour identifier les hommes pour le service naval en cas de guerre, bien que seulement 400 se soient portés volontaires pour la guerre de Crimée en 1854 sur 250 000 inscrits au Registre. Cela conduisit à la création d'une commission royale sur les effectifs de la marine en 1858, qui à son tour aboutit à la Naval Reserve Act de 1859. Cela établit le RNR comme une réserve de marins professionnels de la marine marchande britannique et des flottes de pêche, qui pouvaient être appelés pendant le temps de guerre pour servir dans la Royal Navy régulière. Le RNR était à l'origine une réserve de marins uniquement, mais en 1862, il a été étendu pour inclure le recrutement et la formation d'officiers de réserve. Dès sa création, les officiers du RNR portaient sur leurs uniformes une dentelle unique et distinctive composée de rayures de chaîne entrelacées.

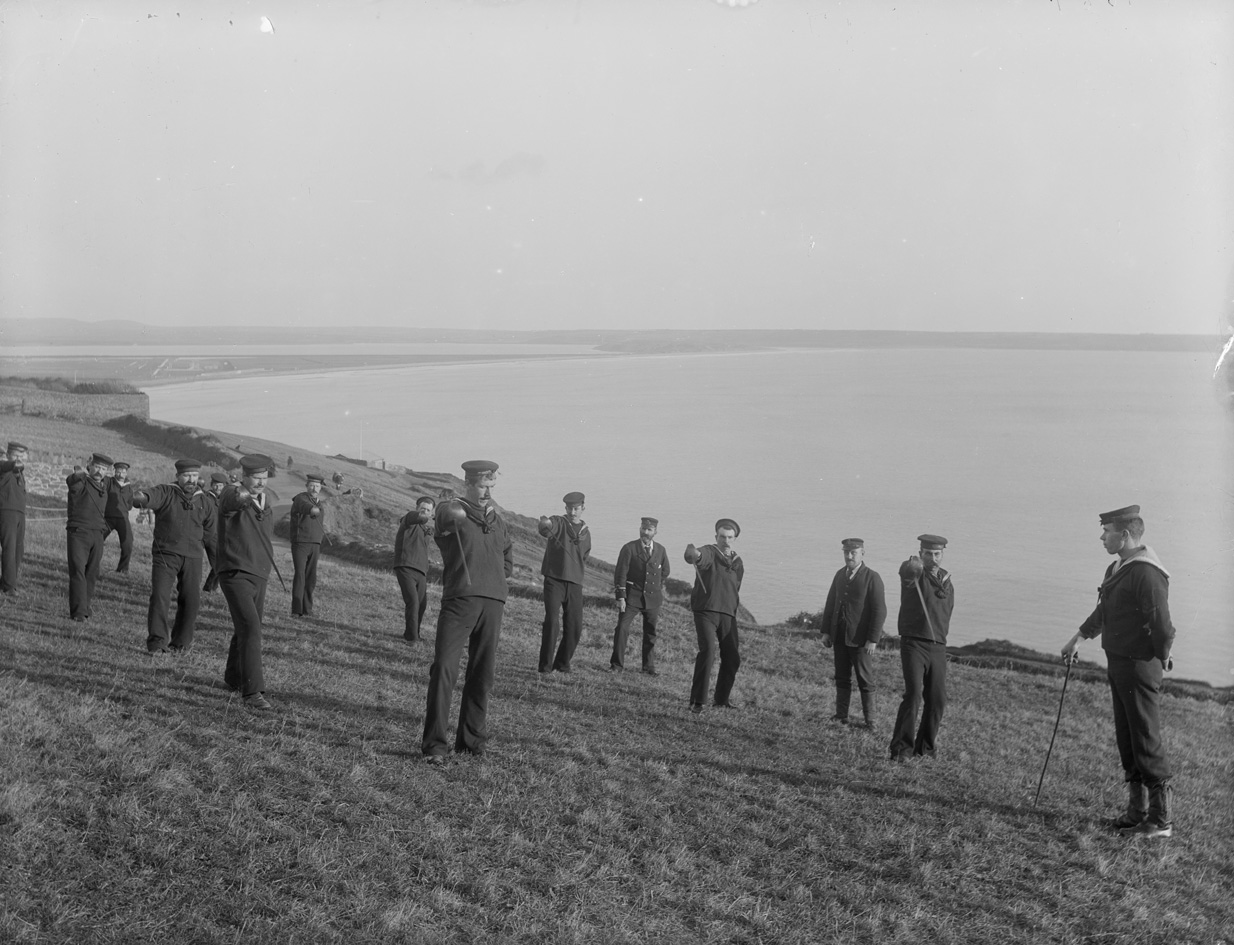
Des membres de la formation de la Réserve navale royale à Tramore, comté de Waterford, vers 1905

Un certain nombre de navires de forage ont été installés dans les principaux ports maritimes autour des côtes de la Grande-Bretagne et de l'Irlande, et les marins ont quitté leurs navires pour suivre une formation d'artillerie dans un navire de forage pendant un mois chaque année. Après la formation initiale à terre, les officiers ont embarqué dans de plus grands navires de la flotte de la Royal Navy (généralement des cuirassés ou des croiseurs de bataille) pendant un an, pour se familiariser avec l'artillerie et la pratique navale. Bien que sous l'autorité opérationnelle du Admiral Commanding, Reserves, le RNR était administré conjointement par l'amirauté et le registraire général de la marine marchande et des marins du Board of Trade tout au long de son existence. En 1910, la RNR (Trawler Section) a été créée pour recruter et former des pêcheurs pour le service en temps de guerre dans les dragueurs de mines et autres petits navires de guerre.
Les officiers et les hommes du RNR ont rapidement gagné le respect de leurs homologues navals grâce à leurs compétences professionnelles en navigation et en matelotage, et ont servi avec distinction dans un certain nombre de conflits, notamment la guerre des Boers et la rébellion des boxeurs. Avant la Première Guerre mondiale, une centaine d'officiers du RNR ont été mutés à des carrières permanentes dans la marine régulière - plus tard dénommée «la centaine affamée». Au cours de leur carrière professionnelle, de nombreux officiers du RNR ont continué à commander les plus gros paquebots de l'époque et certains ont également occupé des postes de direction dans l'industrie du transport maritime et le gouvernement.

### The Volunteer Reserve
Au tournant du XXe siècle, l'Amirauté et le Parlement craignaient que le RNR soit insuffisant pour renforcer les effectifs de la flotte considérablement élargie en cas de guerre à grande échelle. Malgré l'énorme croissance du nombre de navires dans le service marchand britannique depuis la fondation du RNR, de nombreux marins supplémentaires venaient des colonies ou n'étaient pas des sujets britanniques. Le bassin d'officiers potentiels du RNR avait diminué depuis 1859 et l'expérience de la guerre des Boers montrait qu'il ne serait pas possible d'appeler un nombre suffisant de réservistes sans nuire au travail des flottes marchandes et de pêche. En 1903, une loi du Parlement a été adoptée permettant à l'Amirauté de constituer une deuxième force de réserve - la Royal Naval Volunteer Reserve. Alors que le RNR était composé de marins civils professionnels, le RNVR était ouvert aux civils sans expérience préalable en mer. Au début de la Première Guerre mondiale, il y avait six divisions RNVR dans les principaux ports du Royaume-Uni.

### Première Guerre mondiale

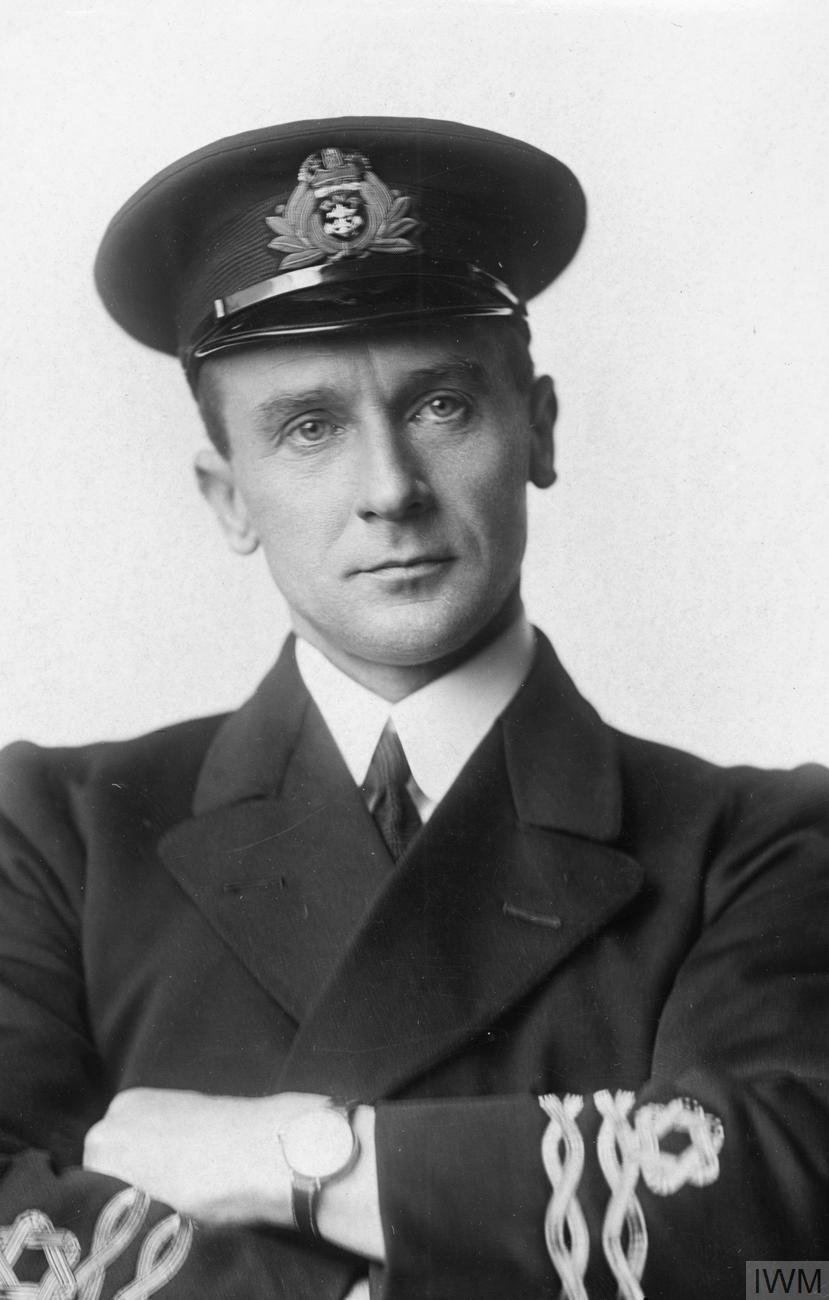
Un officier RNR de la Première Guerre mondiale portant l'insigne de grade «marine ondulée»

Lors de sa mobilisation en 1914, le RNR comprenait 30 000 officiers et hommes. Les officiers du RNR permanent en service général ont rapidement pris des engagements en mer dans la flotte, dont beaucoup aux commandes, dans des destroyers, des sous-marins, des croiseurs auxiliaires et des Q-ships. D'autres ont servi dans de plus grandes unités de la flotte de combat, dont un grand nombre au sein de l'escadron des Antilles, qui a fait des victimes à la bataille de Coronel puis au Jutland. Les pêcheurs de la section RNR (T) ont servi avec distinction à bord de chalutiers équipés comme dragueurs de mines pour les opérations de déminage au pays et à l'étranger tout au long de la guerre, où ils ont subi de nombreuses pertes et pertes. L'un de ces blessés était le harenguier armé HMT Frons Olivae, qui a percuté une mine au large de Ramsgate le 12 octobre 1915 dans une explosion qui a tué au moins cinq autres marins. Un blessé, un Terre-Neuvien servant dans la Réserve navale royale, a ensuite été enterré au cimetière Hamilton Road à Deal dans le Kent.
Un certain nombre d'officiers RNR se sont qualifiés comme pilotes et ont piloté des aéronefs et des dirigeables avec le Royal Naval Air Service, tandis que de nombreuses qualifications RNR ont servi à terre aux côtés des contingents RN et RNVR dans les tranchées de la Somme et à Gallipoli avec la Royal Naval Division. Des officiers du service marchand et des hommes servant dans des croiseurs marchands armés, des navires-hôpitaux, des auxiliaires de flotte et des transports sont entrés dans le RNR pour la durée de la guerre sur la base d'accords spéciaux.
Bien que considérablement plus petit que le RN et le RNVR (qui était trois fois plus grand que le RNR à la fin de la guerre), le RNR avait un record de guerre exceptionnel, les membres recevant douze croix de Victoria (Victoria Cros).

### Seconde Guerre mondiale

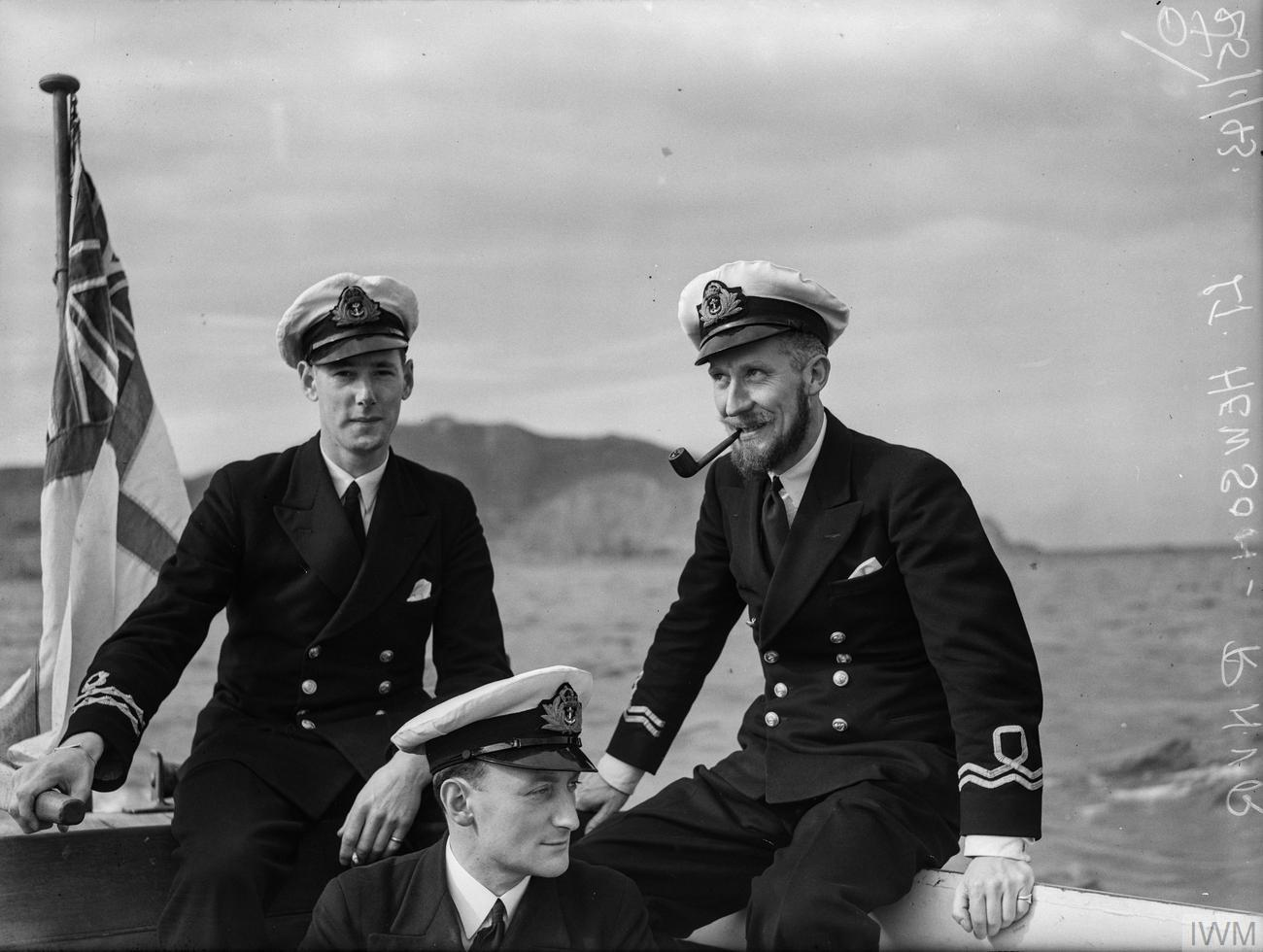
Lieutenants du RNR (à gauche) et du RNVR (à droite) pendant la Seconde Guerre mondiale - notez la différence dans les styles d'insignes.

Au début des hostilités pendant la Seconde Guerre mondiale, la RN a une fois de plus fait appel à l'expérience et au professionnalisme de la RNR pour l'aider à assumer la charge initiale jusqu'à ce que des effectifs suffisants puissent être formés pour les qualifications RNVR. Encore une fois, des officiers du RNR se sont retrouvés aux commandes de destroyers, de frégates, de sloops, de péniches de débarquement et de sous-marins, ou comme officiers de navigation spécialisés dans des croiseurs et des porte-avions. Dans le travail en convoi, le commodore du convoi ou le commandant d'escorte était souvent un officier du RNR. Comme lors de la Première Guerre mondiale, le RNR s'est bien acquitté, remportant quatre croix de Victoria.
Au début de la Seconde Guerre mondiale, plus aucun marin n'a été accepté dans le RNVR et les nouvelles admissions au RNR ont été arrêtées. Le RNVR est devenu la voie par laquelle pratiquement tous les sous-officiers nouvellement recrutés ont rejoint le service naval pendant la guerre - à l'exception des marins professionnels qui détenaient déjà des billets de capitaine, qui rejoindraient le RNR. Toutes les nouvelles recrues iraient directement à la Royal Navy régulière. Une forme intermédiaire de réserve, entre le RNR professionnel et le RNVR civil, avait été créée en 1936. Il s'agissait de la Réserve navale royale (supplémentaire), ouverte aux civils ayant une expérience en mer existante et prouvée en tant que matelots et officiers. En temps de paix, cela ne comportait aucune obligation ni exigence de service ou de formation, étant simplement un registre de personnes qui pouvaient être mobilisées et formées rapidement en cas de guerre pour fournir rapidement un noyau de nouveau personnel. En septembre 1939, il y avait environ 2 000 membres du RNV(S)R, pour la plupart des plaisanciers, qui, une fois mobilisés, étaient envoyés en service actif après un cours de formation de 10 jours tandis que le RNVR commençait par un cours régulier de 12 semaines pour les officiers.
En 1945, il y avait 43 805 officiers dans le RNVR, qui était familièrement appelé la «marine ondulée», pour les «anneaux» à manches ondulées de 3/8 pouces que les officiers portaient pour les différencier de leurs homologues RN et RNR. Par le commandement du roi George VI en 1952, ceux-ci ont été remplacés par le laçage de rang droit utilisé dans la RN à temps plein, avec l'ajout d'un petit "R" au centre de la boucle exécutive sur l'insigne du poignet et de l'épaulette. Depuis le 30 novembre 2007, principalement en raison de la participation croissante du RNR aux opérations et aux déploiements du RN, le port du «R» distinctif a été supprimé pour tous les autres que les officiers honoraires. De même, les marins RNR ne portent plus de flash d'épaule RNR.

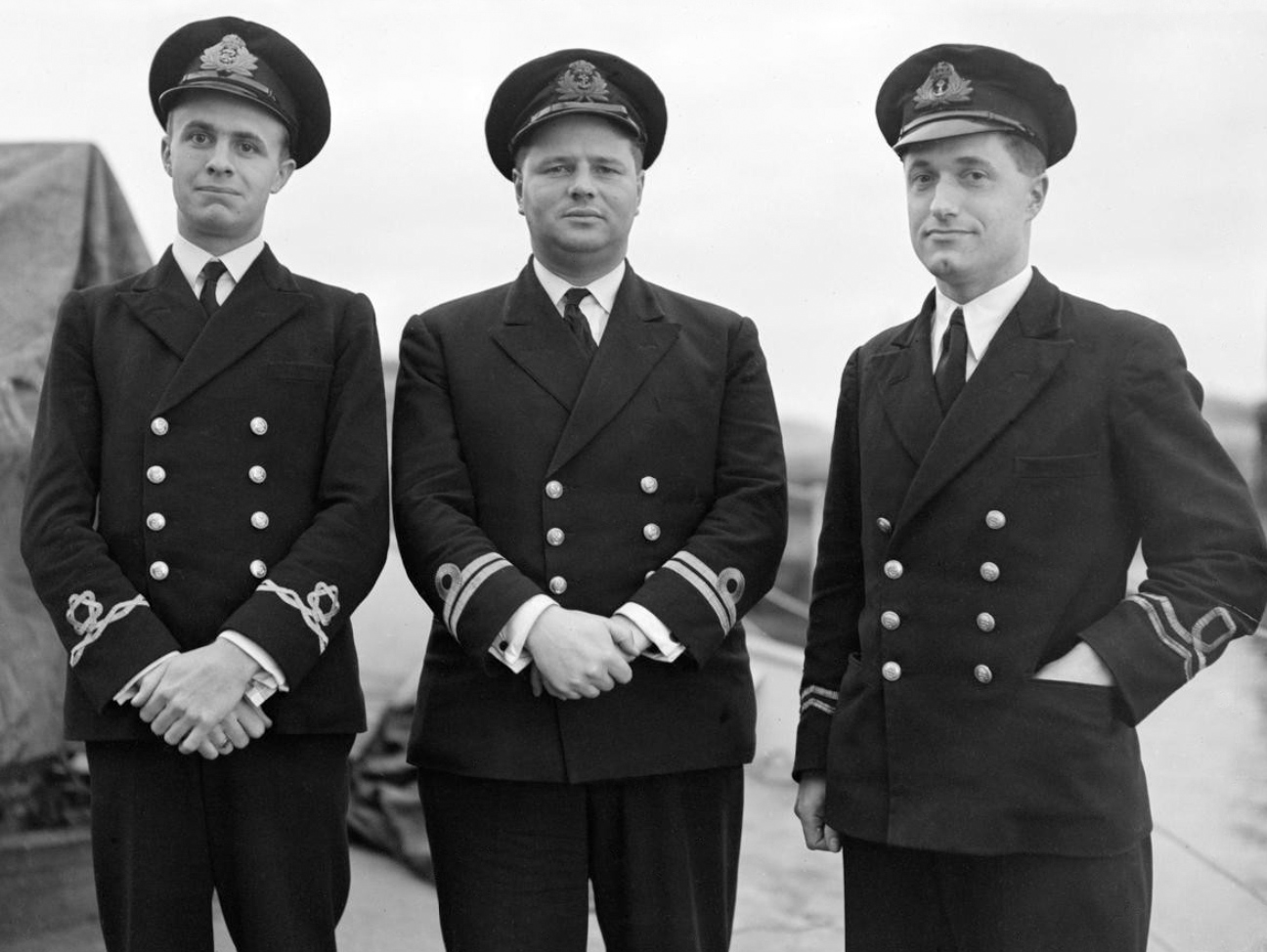
Officiers de destroyers en 1943 montrant des différences dans les insignes de grade régulier et de réserve utilisés de 1916 à 1952: à partir de la gauche, le sous-lieutenant RNR, le lieutenant RN et le lieutenant RNVR.

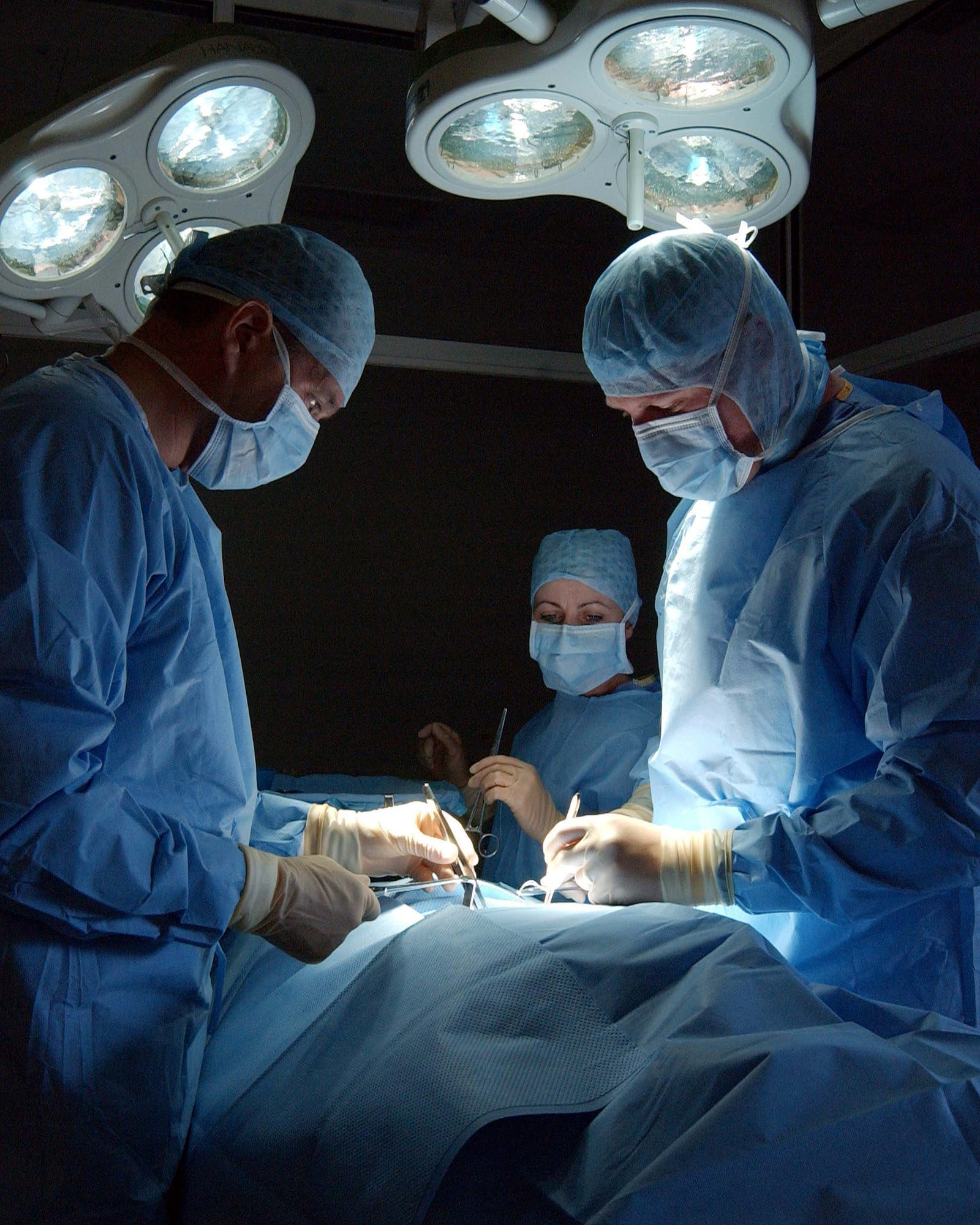
Infirmières de la Réserve navale royale (RNR) au travail dans la salle d'opération

### Après-guerre
De 1938 à 1957, le RNVR a fourni du personnel navigant sous la forme de leur propre branche aérienne. En 1947, leur contribution a été réduite aux escadrons anti-sous-marins et de chasse uniquement. En 1957, le gouvernement britannique considérait que la formation requise pour faire fonctionner l'équipement moderne dépassait celle attendue des réservistes et que les escadrons de la Branche aérienne étaient dissous. (Le gouvernement américain a adopté un point de vue différent, et les escadrons de réserve de la marine et de la marine américaines exploitent toujours des types de première ligne aux côtés des unités régulières.) La branche aérienne a été réformée au RNAS Yeovilton en 1980, bien qu'il ne soit ouvert qu'aux sortants de service.
Les forces de la réserve navale britannique ont été fusionnées en 1958 et le RNVR a été absorbé par l'organisation beaucoup plus grande du RNR. Après 100 ans de fier service, le RNVR en tant que service naval professionnel distinct a cessé d'exister. Aujourd'hui, la majorité des officiers de la marine marchande qui auraient rejoint le RNR d'origine sont maintenant encouragés à rejoindre la branche de guerre amphibie (AW) du RNR moderne. Le centenaire de la formation du RNVR a été célébré par le RNR à Londres en 2003 avec un défilé sur Horse Guards, au cours duquel le prince Charles a salué. Les officiers de la marine marchande du RNR d'aujourd'hui ont célébré les 150 ans du RNR en 2009.

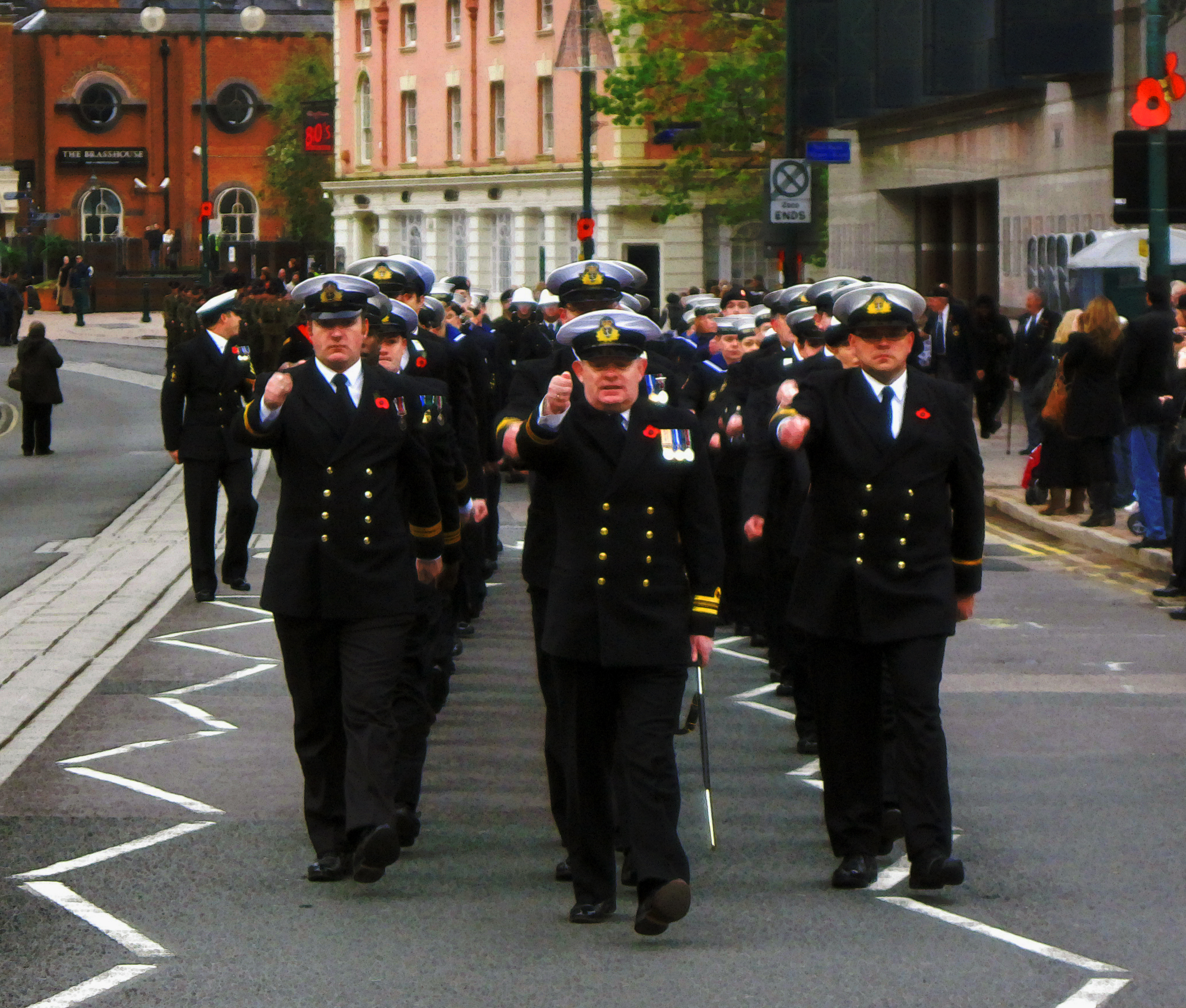
Les officiers du HMS Forward en parade à Birmingham le 11 novembre 2010

Les examens de la défense au cours des 50 dernières années ont été incohérents. Des examens successifs ont vu les forces de réserve réduites puis élargies, attribué de nouveaux rôles, puis des réductions retirées, puis réimposées. L'Options for Change de 1990 a réduit le RNR de 1 200 hommes et fermé de nombreux centres de formation, dont le HMS Calpe (Gibraltar), le HMS Wessex (Southampton) et le HMS Graham (Glasgow). La Strategic Defence Review (Revue de défense stratégique) de 1998 a poursuivi cet exercice en supprimant le rôle de guerre des mines de la guerre froide du RNR, mais a promis d'augmenter le RNR de 350 postes. Le RNR restructuré a été conçu pour «fournir un bassin de personnel élargi afin de fournir des renforts supplémentaires à la flotte», principalement dans les rôles de logistique et de communication.
Cela a laissé les spécialistes de la guerre des mines, des marins et des plongeurs dans les "limbes" jusqu'à la deuxième guerre du Golfe, lorsque la Royal Navy s'est rendu compte qu'elle avait un bassin de réservistes sans véritable poste maritime. Faisant écho à la Royal Naval Division pendant la Première Guerre mondiale, la branche de protection de la Force au-dessus de l'eau a été formée à partir de réservistes RN sans nomination provisoire au début de la guerre. Faute de personnel à plein temps, la guerre des mines et la plongée sont récemment revenues (en partie) au RNR. Les officiers et les grades servent actuellement en service actif dans des postes de service de réserve à temps plein dans toute la RN, ainsi que dans des postes mobilisés en Afghanistan, au Moyen-Orient, dans les Balkans et au Royaume-Uni.
À la suite de la dissolution du Royal Naval Auxiliary Service (RNXS) associé en 1994, le Maritime Volunteer Service (MVS) a été créé en tant qu'organisme national de formation maritime doté du statut d'organisme de bienfaisance. Il a repris et élargi de nombreux rôles RNXS.

## Métiers et spécialisations
Tout le personnel du RNR, quel que soit son grade, est affecté à une branche de service. La plupart des succursales sont ouvertes aux classements et aux officiers, à l'exception de la protection de la flotte (classements uniquement) et d'un petit nombre qui recrutent exclusivement dans les rangs des officiers. Vous trouverez ci-dessous une ventilation des branches et des sous-spécialisations qui sont alignées sur chaque branche.
| - Opérations commerciales maritimes - Plongée (sous la protection de la force de l'eau) - Guerre des mines - Systèmes d'information - Opérations d'information - Guerre amphibie - Opérations sous-marines - Au-dessus de la protection contre les forces de l'eau - Opérations médias - Renseignements de défense - Analyse d'images - Intelligence opérationnelle - Intelligence humaine | - Service infirmier de la Marine royale de la Reine Alexandra - Service médical de la Royal Navy - Services d'aumônerie de la Royal Navy - Opérations de vol - Support opérationnel - Génie aérien - Nouvelles cotes d'entrée - Élèves officiers Ab Initio |

### Officiers du Corps des cadets de la Marine
En tant que membres nominaux de la RNR, les officiers du Sea Cadet Corps (Corps des cadets de la Marine) et de la Combined Cadet Force CCF (Force combinée des cadets) de la RN conservent l'utilisation de l'ancienne dentelle RNVR «marine ondulée». Les officiers reçoivent une commission des Forces de cadets, introduite en 2017 et mise à jour en 2018; auparavant, ils étaient nommés au sein de leur corps respectif plutôt que commissionnés (sauf s'ils détenaient également une commission d'officiers au sein du RNR).

## Unités
Le RNR moderne compte quinze unités de la Réserve navale royale (avec trois unités satellites). Ceux-ci sont:
- HMS Scotia (Rosyth)
  - Tay Division (Dundee)
- HMS Cambria (Cardiff Pays de Galles)
  - Tawe Division (Swansea)
- HMS Dalriada (Govan)
- HMS Flying Fox (Bristol)
- HMS Calliope (Gateshead)
- HMS Ceres (Leeds)
- HMS President (London)
  - Medway Division (Chatham)
- HMS Eaglet (Liverpool)
- HMS Vivid (Devonport)
- HMS Sherwood (Nottingham)
- HMS King Alfred (Portsmouth)
- HMS Forward (Birmingham)
- HMS Hibernia (Lisburn)
- HMS Wildfire (Northwood)
- HMS Ferret (Chicksands)

Le personnel de la Branche aérienne de la Réserve navale royale n'est pas attaché à une seule unité RNR, mais complète sa formation sur les unités régulières de l'armée de l'air. et sont administrés par les bureaux du personnel à RNAS Yeovilton et Culdrose.
Les unités de l'Université de la Royal Naval, bien que relevant de la compétence du BRNC Dartmouth, font également partie de la Royal Naval Reserve. Les élèves détiennent le grade honorifique d'élève-officier et peuvent être promus aspirant RNR à condition d'avoir rempli les «cahiers de tâches» à la satisfaction du commandant de chaque unité. Les officiers de formation attachés aux URNU sont nommés officiers temporaires du RNR, sans commission ni responsabilité de commandement.